# Pilkhuwa
Pilkhuwa es  una ciudad y municipio situada en el distrito de Hapur en el estado de Uttar Pradesh (India). Su población es de 83736 habitantes (2011). 

## Demografía
Según el censo de 2011 la población de Pilkhuwa era de 83736 habitantes, de los cuales 44226 eran hombres y 39510 eran mujeres. Pilkhuwa tiene una tasa media de alfabetización del 78,49%, superior a la media estatal del 67,68%: la alfabetización masculina es del 86,53%, y la alfabetización femenina del 69,57%.